# Pluchea bojeri
Pluchea bojeri là một loài thực vật có hoa trong họ Cúc. Loài này được (DC.) Humbert miêu tả khoa học đầu tiên năm 1923.